# Илисуинский заповедник
Илисуинский заповедник (азерб. İlisu dövlət təbiət qoruğu) — заповедник в Гахском района Азербайджана, находится на южном склоне Большого Кавказа между Закатальским и Исмаиллинским заповедником.

## История
Илисуинский заповедник был создан на территории Гахского района Азербайджанской ССР 20 февраля 1987 года для наблюдений за динамикой процессов и явлений, происходящих в природе. Изначальная площадь заповедника составляла 9345 гектаров земли. 31 марта 2003 года площадь Илисуинского государственного природного заповедника доведена до 17381.
Заповедник создан с целью охраны природного комплекса южных склонов Большого Кавказа, сохранения и увеличения редких и исчезающих видов флоры и фауны, восстановления прежних видов лесов и определения центров эрозии для уменьшения опасности грязевых потоков.

## Флора и Фауна
В заповеднике около 500 видов растений, из них около 60 — эндемические. Здесь водятся олень, косуля, горный тур, кабан, белка и другие животные.